# Plesiochrysa peterseni
Plesiochrysa peterseni är en insektsart som först beskrevs av Banks 1924.  Plesiochrysa peterseni ingår i släktet Plesiochrysa och familjen guldögonsländor. Inga underarter finns listade i Catalogue of Life.